# Aristotelia ouedella
Aristotelia ouedella is een vlinder uit de familie van de tastermotten (Gelechiidae). De wetenschappelijke naam van de soort is, als Apodia ouedella, voor het eerst geldig gepubliceerd in 1908 door Chrétien.